# تطور العلقة الجنينية
تطور العلقة الجنينية هي العملية التي يتشكل ويتطور من خلالها جنين العلقة. يحدث التطور الجنيني لليرقة كسلسلة من المراحل. خلال المرحلة الأولى، يحدث الانقسام الأول، والذي ينتج عنه قُسَيْم أريمي أب وَج د، ويكون في الطورالبيني لانقسام هذه الخلية عندما يتم تكوين سيتوبلازم خالٍ من المح يسمى تيلوبلازم. من المعروف أن التيلوبلازم هو المحدد لمواصفات مصير الخلية د. في المرحلة الثالثة، أثناء الانقسام الثاني، يحدث انقسام غير متكافئ في القُسَيْم الأرومي ج د. نتيجةً لذلك، تُنشَأ خلية د كبيرة على اليسار وخلية ج أصغرعلى اليمين. تعتمد عملية الإنقسام غيرالمتكافئ هذه على الأكتوميوسين، وبنهاية المرحلة الثالثة تنقسم الخلية أب. في المرحلة الرابعة من التطور، تتشكل الخلايا الجذعية الميكروميرية وخلايا التيلوبلاست الجذعية، وبعد ذلك، ينقسم الربع د لتشكيل مولد خلايا التيلوبلاست (د م ) وَ(د ن و ب ك). بنهاية المرحلة السادسة، يحتوي الزيجوت على مجموعة من 25 ميكرومير، 3 ماكرومير (ب، أ، ج) و10 خلايا تيلوبلاست مشتقة من الربع د.
خلايا التيلوبلاست هي أزواج من خمسة أنواع مختلفة (م، ن، و، ب، ك) من الخلايا الجذعية الجنينية التي تشكل أعمدة مجزأة من الخلايا (عصابة جرثومية) على سطح الجنين. تصنع الخلايا المشتقة من م الأديم المتوسط ومجموعة صغيرة من الخلايا العصبية، ينتج ن في الأنسجة العصبية وبعض الأديم الظاهر البطني، ك يساهم في الأديم الظاهر الظهري و(و) و(ب) في العلقة عبارة عن خلايا متساوية القدرة (نفس الإمكانات التنموية) التي تنتج الأديم الظاهر الجانبي؛ ومع ذلك، فإن الاختلاف بينهما هو أن ب يخلق دفعات أكبر من البشرة الظهرية الجانبية من و. دودة الحمأة، على عكس العلقة، تحدد أنساب و وَب في وقت مبكر من التطور، وبالتالي، فإن هاتين الخليتين ليستا متساويتين. يتكون كل جزء من جسم العلقة من نوع واحد من الخلايا م، و، ب واثنين من أنواع الخلايا ن واثنين من أنواع الخلايا ك.
يتم اشتقاق الأديم الظاهر والأديم المتوسط لجذع الجسم حصريًا من خلايا التيلوبلاست في منطقة تسمى منطقة التقدم الخلفي. يتكون رأس العلقة الذي يأتي من منطقة غير مقسمة من المجموعة الأولى من الميكروميرات المشتقة من الخلايا أ، ب، ج، د، مما يحافظ على التناظر الثنائي بين الخلايا أد وَب ج.